# GMAT
GMAT (англ. Graduate Management Admission Test) — стандартизований тест для визначення здатності успішно навчатися в бізнес-школах. GMAT використовується найшанованішими школами бізнесу по всьому світу як один з критеріїв відбору, найчастіше для прийому на програму MBA.
GMAT — один з багатьох факторів, які використовуються школами бізнесу при розгляді заяв. Крім цього тесту до уваги приймаються досвід роботи, відмітки в попередніх школах, рекомендаційні листи та інші критерії відбору.
Єдина вартість складання іспиту по всьому світу становить на сьогодні $250, а термін дії результатів становить 5 років.

## Тест

### Оцінка аналітичного письма
Перша частина тесту — «Оцінка аналітичного письма» (англ. The Analytical Writing Assessment (AWA)) складається з двох есе. У першому з них тестер повинен проаналізувати доводи, а в другому — проаналізувати спірне питання. На написання кожного есе відводиться 30 хвилин, а оцінюються вони за шкалою від 0 до 6 балів.
Потім кожне есе читають двоє перевіряючих, кожен з яких виставляє оцінку від 0 до 6 балів з кроком 0,5. Якщо їхні оцінки різняться не більш, ніж на бал, то за есе виставляється середнє арифметичне оцінок двох перевіряючих. В іншому випадку роботу читає третій перевіряючий.
Перший перевіряючий — це Intellimetric, комп'ютерна програма — власна розробка компанії Vantage Learning, яка аналізує творче письмо і синтаксис. Другий і третій перевіряючий — люди, які дивляться скоріше на загальне враження, ніж на правопис і граматику.
Хоча формально правопис не впливає на підсумковий результат, він може негативно вплинути на оцінку, якщо у перевіряючого виникли проблеми з розумінням з вини неправильно написаних слів. На оцінку впливають багато факторів. Зазвичай не пред'являється ніяких вимог до довжини есе, а перевіряючі в основному цінують добре структуровані есе з плавним ходом думок.
Середня оцінка за AWA становить 4,1 з 6,0 балів при обсязі вибірки 622975 осіб. При цьому 34% тестерів набирають менше 4,1 бала.

### Кількісна і словесна частини
Кількісна частина складається з 37 питань множинного вибору, на які треба відповісти за 75 хвилин. Тут пропонується 2 типи питань: вирішення завдань і достатність даних. Кількісна частина оцінюється від 0 до 60 балів. Середній результат за цю частину тесту становить на сьогодні 35,0 з 60,0 балів.
Словесна частина складається з 41 питання множинного вибору, для відповіді на які відводиться 75 хвилин. Пропонується 3 типи питань: виправлення речень, критична аргументація і розуміння письмового тексту. Словесна частина оцінюється від 0 до 60 балів. Середній результат за цю частину тесту становить на сьогодні 27,3 з 60,0 балів.
Загальний результат за кількісну і словесну частини, за винятком AWA, коливається від 200 до 800 балів. GMAT побудований на основі стандартної системи 100-бальних тестів, з розрахунком, що 68% тестованих наберуть від 400 до 600 балів, а медіана результатів буде 500 балів. На цей момент медіана результатів становить 540 балів, а середня оцінка — 526,6 із 800 балів.
Кількісна і словесна частини містять комп'ютерно-адаптивний тест. Перше питання може бути дуже важким, наступні питання — простіші. Якщо тестер відповідає правильно, складність підвищується, але якщо неправильно — питання стають простіше.
Питання, на які тестер не відповів (ті, до яких він не дійшов), надають більший негативний вплив на підсумкову оцінку, ніж ті, на які він відповів неправильно. Це основна відмінність від SAT, в якому є штраф за неправильну відповідь на запитання. Кожна частина тесту включає також декілька експериментальних питань, які не впливають на результат учасника, але використовуються для того, щоб судити про придатність тестера до управління в майбутньому.

## Зміни у GMAT
З січня 2006 року більше не дозволяється користуватися папером і олівцем для чорнових записів під час іспиту. Черговий по аудиторії забезпечить тестерів спеціальним буклетом і ручкою, яка може стирати на ньому. Якщо тестеру потрібно інша ручка або буклет, йому потрібно буде підняти руку і попросити заміну. Ця зміна скорочує витрати паперу і перешкоджає шахрайству (коли завдання тесту переписуються на папір і нелегально виносяться з аудиторії). Буклети, подібні тим, що видаються на іспиті, доступні на деяких сайтах.
У червні 2012 року адміністратори тесту GMAT додали нову секцію — «Integrated Reasoning». Секція складається з 12 завдань і розрахована на 30 хвилин. «Integrated Reasoning» перевіряє здатність майбутніх студентів бізнес-шкіл аналізувати великі обсяги даних, представлені в форматі діаграм, тексту і таблиць.

## Прохідні бали
Більшість шкіл не публікують дані про медіану і середню оцінку або мінімальний прохідний бал за частину AWA тесту.
Більшість шкіл не публікують дані про мінімальну оцінку за GMAT. Зазвичай, школи публікують середню оцінку і медіану оцінок за даними останнього прийому.
Практично у всіх найшанованіших школах, які зазвичай знаходяться на перших позиціях в рейтингах журналів і рейтингових агентств, середній бал трохи менше 700 балів. За даними журналу Fortune, середній бал у школі бізнесу Wharton School of the University of Pennsylvania, яка вважається однією з найкращих шкіл США, становить 714 балів. Інші, менш престижні школи можуть мати середній бал трохи більше 500 або й менше. Вступити до школи можна навіть з низьким балом за GMAT, якщо абітурієнт має вражаючі успіхи в реальному житті, гарні оцінки за місцем навчання, широко відомий або написав гарне есе.
Багато компаній у всьому світі займаються підготовкою до тесту GMAT.

## Історія GMAT
У 1953 році організація, сучасна назва якої звучить як Graduate Management Admission Council (GMAC), утворилася в результаті об'єднання зусиль дев'яти шкіл бізнесу, метою яких було розробити стандартизований тест, який допоможе школам бізнесу відбирати кваліфікованих абітурієнтів. За перший рік існування запропонований тест, відомий наразі як «Graduate Management Admission Test», був проведений понад 2000 разів. Останнім часом тестування проводиться більше 200 000 разів щорічно. На початку існування тест використовувався при прийомі 54 школами, тепер GMAT використовується як один з вступних випробувань у більш ніж 1500 школах і 1800 програмах.
До кінця 2005 року проведення тесту GMAT керувалося організацією Educational Testing Service (ETS). З 1 січня 2006 року її функції були передані компаніям ACT Inc, яка розробляє завдання для GMAT, і Pearson Vue, яка займається проведенням тесту.